# 虞放
虞放（？—169年），字子仲。陈留东昏（治今河南开封）人。东汉大臣。
早年是太尉杨震门徒，曹腾推荐为官。楊震因被讒自杀，顺帝时，虞放為楊震訟冤，由此知名。桓帝时，担任尚書、太常，议诛大将军梁冀，封都亭侯，官至司空。与李膺、杜密等结为朋党。建寧二年（169年），中常侍侯覽興大獄，以虞放、太僕杜密、長樂少府李膺、司隸校尉朱寓、潁川太守巴肅、沛相荀翌、河內太守魏朗、山陽太守翟超等一百二十餘人皆為鉤黨，下獄，被腰斩，史稱“第二次黨錮之禍”。